# إيلابيلا
إيلابيلا (وتعني باللغة البرتغالية الجزيرة الجميلة) هي أرخبيل ومدينة تقع في المحيط الأطلسي على بعد ستة كيلومترات (4 أميال) قبالة ساحل ولاية ساو باولو في البرازيل. تقع المدينة على بعد 205 كم (127 ميل) من مدينة ساو باولو و 340 كم (210 ميل) من مدينة ريو دي جانيرو. على الرغم من أنها تسمى جزيرة إيلابيلا ، تسمى رسميًا إيلها دي ساو سيباستياو (جزيرة سانت سيباستيان). هي الجزر الأخرى (بوزيوس ، بيسكادوريس وفيتوريا) والجزر الصغيرة (كابراس ، كاستيلهانوس ، إنشوفاس ، فيغيرا ، لاجوا وسيراريا) تشكل بلدية إيلبيلا.
إيلبيلا جزء من منطقة فالي دو بارايبا إي ليتورال الشمالية الحضرية. يبلغ عدد السكان 35591 (تقديرات عام 2020). تغطي الجزر في المجموع 347.52 كيلومتر مربع (134.18 ميل مربع). خلال أشهر العطلات ، قد يصل عدد سكان الجزيرة إلى مائة ألف شخص ، نظرًا لأنها وجهة شهيرة للسياح. للوصول إلى المدينة ، يجب على المرء أن يستقل قاربًا أو عبارة في ساو سيباستياو ، حيث لا توجد طرق تصل إليها. خلال فصل الصيف ، قد ينتظر المرء عدة ساعات لركوب القارب. تستغرق العبارة 15 دقيقة لعبور القناة بين المدينتين.